# パンパン
パンパン（英: pom-pom, pom-pom girl）とは、戦後混乱期の日本で、主として在日米軍将兵を相手にした街娼である。戦争で家族や財産を失って困窮し、売春に従事することを余儀なくされた女性が多かった。彼女たちの7割は外国人専門の「洋パン」だった。
別名「パン助」、「パンパンガール」、「夜の女」、「闇の女」とも呼ばれた。「闇の女」は同時期に日本人相手の街娼を指して用いられた言葉だったが、やがてその区別はなくなった。
映画化された横浜のメリーさん、ラジオ番組『街頭録音』で取り上げられたラクチョウのお時などはよく知られる。

## 語源
語源は、諸説あってはっきりしていない。
- インドネシア語で「女・妻・おっかあ・めかけ」を表す[11]プルンプァン（perempuan[12]）から[13]。米兵が伝える[14]
- 女を呼ぶときに手をパンパンと叩いたことから[13]
- 英語のpompomから[15]。英軍が使用したpom-pomは、砲身がピストン運動したことから、とする文献もある[16]
- ニューギニアの先住民が握った手でもう片方の手をパンパンと叩くと、性行為という意味になることから[17]
- 「パンパン」は三味線の音を表す沖縄の擬音語であるが、当時南洋方面には沖縄出身の芸者が多く進出していた。海軍で兵隊言葉として使用されたのち全国に広まった[18]
- 第一次大戦後、日本の委任統治領となったサイパンで、日本海軍の水兵たちがチャモロ族の女性を「パンパン」と手を叩いて呼び、その肉体を味わったことから（神崎清の説）[19]。サイパンに「パンパン坂」という地名がある。サイパンで性行為を「キシキシパンパン」と呼ぶといった傍証もある[17]。
- 上陸許可が出て歓楽街に出かけたはいいが、深夜ですでに慰安所が閉まっており、兵士が「パンパン」とドアを叩いて女を起こしたことから[20]
- 仏印あたりで、上陸した日本兵に対し、若い女たちが「パン、パン」と物乞いをしたことから[注 1][16]
- パン（麵麭）を求めて稼ぐ女[20]

なお、「売春婦の呼び名として各国共通で昔から使われていた」とする文献もある。『研究社新英和大辞典』はpom-pom girlという単語を見出し語として採録している。

## 時代と地域
日本の第二次世界大戦敗戦後間もなく設置された特殊慰安施設協会 (RAA) の廃止（1946年3月26日）に伴い、職を失った売春婦が街頭に立ちパンパンとなったとも、RAAと並行して存在していたとも言われる。1947年時点の推計で、東京に3万人、六大都市合計で4万人のパンパンがいたとされる。
- 東京の上野、新宿、有楽町で多くのパンパンが活動した（それぞれ隠語でノガミ、ジュク、ラクチョウ）[17]。
- 1950年から1955年頃にかけて北海道千歳市内には、アメリカ軍目当てのパンパンが道外から多数流入して一大繁華街を作り上げた。彼女らの仕事場はパンパンハウスと呼ばれていた[24]。
- 戦後の横浜にパンパン通りと呼ばれる場所があった[25]。

## パンパン狩り
連合国軍GHQの公衆衛生福祉局 (PHW, Public Health and Welfare Section) は占領開始当初から性病対策を重視していた。1945年10月のSCAPIN153号「VDコントロールについての覚書 (Control of Venereal Diseases)」は、厚生省に対して梅毒・淋病・軟性下疳を指定伝染病に追加して患者の身元情報を報告し、感染のおそれのある者を検査・治療することを命じている。この一環として個別感染事例のコンタクト・トレーシングとともに、街頭で該当者を一斉に逮捕して検査をする「狩り込み」が、京都で1945年11月、1946年1月に行われた。1946年（昭和21年）11月に池袋で、アメリカの憲兵隊（Military Police Corps(MP)）と日本の警察が通行中の女性を無差別に逮捕し、膣検査のため吉原病院に送るという事件も発生した（板橋事件）。1948年に性病予防法が施行されてからは、狩り込みは警視庁防犯部保安課性病取締斑の担当となったが、MPが主導する実態も続いた。
これは「キャッチ」「パンパン狩り」と呼ばれた。

## 影響と解釈
1947年の『肉体の門』、『星の流れに』が大きな反響を生んだ後、「生活のために身を売る哀れな闇の女」というイメージが定着したが、「パンパン」という呼称は否定的なイメージを伴い、蔑称だと考えられている。
派手な服装と濃い口紅で、パーマをかけた髪型で街角で煙草を吸う姿がパンパンの典型的なイメージであるが、ジョン・ダワーは「ここに性を抑圧していた戦前の体制に対する反発が見てとれ、戦後日本におけるアメリカ的消費文化（物質主義）の先駆けである」と評する。丸山眞男をはじめとする日本の戦後知識人らはパンパンを米国に媚び追随する者の例とみなした。一方、坂口安吾『堕落論』に代表される退廃を推奨する言説においては、パンパンの自由さを礼賛する傾向があった。
日本のキリスト教界指導者の間ではパンパンを恥ずべき者として非難する見解と、そこから立ち直っていく過程をマグダラのマリアに重ねて解釈する見解とがあった。

### 市民運動における「醜業婦」観
日本の運動側は「醜業婦」観を有しており、たとえばYWCAの植村環は『婦人公論』(1952年5月号)で「アメリカの寛大な統治を悦び、感謝しており」とする一方で慰安婦たち「卑しい業を廃めさせ」るよう要求したり、「パンパン」を「大方は積極的に外人を追いかけて歩き、ダニのように食いついて離れぬ種類の婦人」と述べたり、「あんなに悪性のパンパンに対しては、白人の方だって、あの位の乱暴は働きたくなりますさ」などと語るなど、売春問題を買う男ではなく売る女性の方を問題としていた。

### 文化的影響
パンパンたちの使用した独特の片言英語（日本語と混合、英語の文法から逸脱）をパングリッシュと呼ぶ。パングリッシュは1952年のサンフランシスコ平和条約発効とともに消えていった。
戦後の子どもの遊びとして「パンパン遊び」というものがあり、問題視された。滋賀県今津町長の前川利吉は幼稚園の生徒がズボンを脱いでパンパン遊びをしていたという事例を1953年（昭和28）に参考人として出席した衆議院外務委員会で報告した。莚の上で男女二人ずつが組み合って転がり、他の子とぶつかると相手を変えて続ける遊びなどとされる。

## 関連用語
パンパンの下位分類として、白人専門の「白パン」、黒人専門の「黒パン」、按摩（マッサージ）も行うパンパンの「パンマ」などの用語があった。
パンパンたちは「タソガレ(黒人)」「パスタ(既婚の女)」「オシン(お金)」「ヤキヲイレル・ハッパヲカケル(リンチする)」「ゴランカム(妊娠する)」など仲間内での隠語を使用した。
「パンパン」は不特定多数の連合国軍兵士を客としていた者を指すことが多かった。これに対し特定の相手（主に上級将校）のみと愛人契約を結んで売春関係にあったものは「オンリー」または「オンリーさん」と呼ばれた。「オンリー」の対立概念として、街娼として営業する者を「バタフライ」と呼ぶこともある。外国人以外を客とする者へ用法が広がってからは、外国人を客とする者を特に「洋パン」と呼ぶようになった（洋装であることが特徴）。

## 関連作品
- 『肉体の門』（1947年。田村泰次郎の小説）
- 『星の流れに』（1947年。菊池章子の歌謡曲）
- 『夜の女たち』（1948年。溝口健二監督、田中絹代主演の映画）
- 『ゼロの焦点』(1959年。松本清張の小説)
- 『女ばかりの夜』（1961年。田中絹代監督、原知佐子主演の映画）

詳細は各項目参照